# Pelourinho de Penas Róias
O Pelourinho de Penas Róias (desaparecido) localizava-se na freguesia de Penas Róias, no município de Mogadouro, distrito de Bragança, em Portugal.
Mesmo deaparecido, este pelourinho encontra-se classificado como Imóvel de Interesse Público desde 1933, havendo no entanto a proposta para a sua desclassificação.
Existe uma réplica do século XX implantada na povoação.